# Kasakhstans fodboldforbund
Kasakhstans fodboldforbund (kasakhisk: Қазақстанның Футбол Федерациясы, russisk: Федерация Футбола Казахстана) er det øverste ledelsesorgan for fodbold i Kasakhstan. Det administrerer Kasakhstans Premier League og landsholdet og har hovedsæde i Almaty.
Forbundet blev dannet i 1914, men hørte under Sovjetunionen frem til landets frigørelse. Det blev medlem af AFC i 1994, men skiftede i 2002 til UEFA.

## Ekstern henvisning
- KFF.kz Arkiveret 6. april 2010 hos  Wayback Machine

| Fodbold | Spire Denne artikel om en fodboldorganisation er en spire som bør udbygges. Du er velkommen til at hjælpe Wikipedia ved at udvide den. |